# Obrostka murówka
Obrostka murówka, tynkarka (Megachile parietina) – gatunek owada z rodziny miesierkowatych (Megachilidae). W Polsce prawdopodobnie wyginął.
Zasięg występowania: 
Gatunek występuje na obszarze przyśródziemnomorskim oraz w południowo-zachodniej i centralnej Azji. W północnej części Europy gatunek znany z Węgier i Niemiec Środkowych (południowe doliny gór Harz i w Saksonii).
W Polsce
W latach 50. XX wieku występował na dwóch stanowiskach w okolicach Ząbkowic Śląskich: jedno w rezerwacie przyrody Skałki Stoleckie na południowych stokach Góry Wapiennej, drugie w starym kamieniołomie na północ od Stolca.
Stanowiska lęgowe: 
W Polsce stwierdzona w nieczynnych kamieniołomach.
Wygląd
Pszczoła o barwie czarnej. 
Opis
Gatunek pontyjsko-medyterranejski, kserotermofilny gnieżdżący się w ściankach skalnych. Loty owadów dorosłych trwają od połowy kwietnia do połowy czerwca. Samice zbierają nektar i pyłek w najbliższym otoczeniu z kwiatów roślin. Pyłek samice pszczół miesiarkowatych zbierają i przenoszą na sztywnych i skierowanych ku tyłowi włoskach, znajdujących się na brzusznej stronie odwłoka, są to szczoteczki zbierające, a pszczoły tego gatunku nazywane są brzuchozbieraczkami. Spotykane są na roślinach motylkowych i złożonych.
Rozmnażanie
Jaja składane są pojedynczo w komórkach, które napełnione pokarmem są zasklepiane. Zasklepianie komórek trwa mniej więcej od połowy maja do końca czerwca. Stadium jaja nie przekracza dwóch tygodni. Larwy przepoczwarzają się w lipcu i sierpniu. Owady dorosłe pozostają w komórkach od końca lata do wiosny. Generacja obrostki murówki jest dwuletnia.
Rośliny żywicielskie: 
dąbrówka kosmata, komonica zwyczajna, żmijowiec zwyczajny, koniczyna. 
Wrogowie
Pasożytnicze błonkówki, muchówka (Anthrax anthrax)
Środowisko: 
Gatunek zasiedla nieczynne kamieniołomy. Gniazda lepi na twardym podłożu skalnym, na murach lub otoczakach z zaprawy wykonanej z drobnego materiału skalnego zlepianego śliną. 
Ochrona
Gatunek nie podlega ochronie gatunkowej w Polsce. Chronione jest stanowisko, na którym występowała (na terenie rezerwatu przyrody).
Uwaga
Od lat 80. XX wieku w Polsce nie spotkano obrostki murówki, gatunek uznano za prawdopodobnie zanikły na terenie kraju (kategoria EX? PCzKZ). Za przyczynę wyginięcia uważa się m.in. świadome niszczenie stanowisk i nadmierny odłów przez przyrodników amatorów.